# Maria von Ägypten

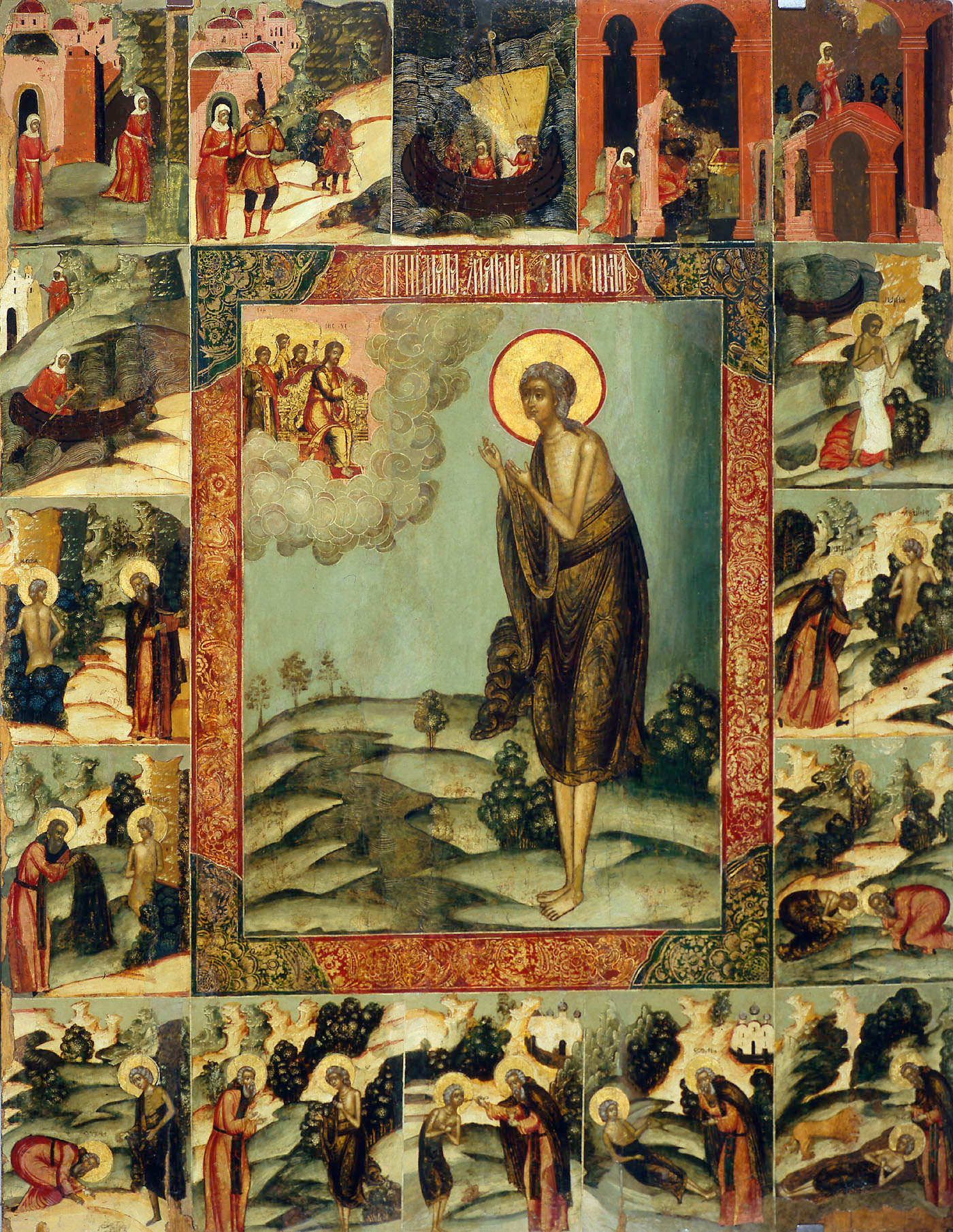
Maria von Ägypten, russische Festikone mit Szenen aus der Legende, 17. Jahrhundert

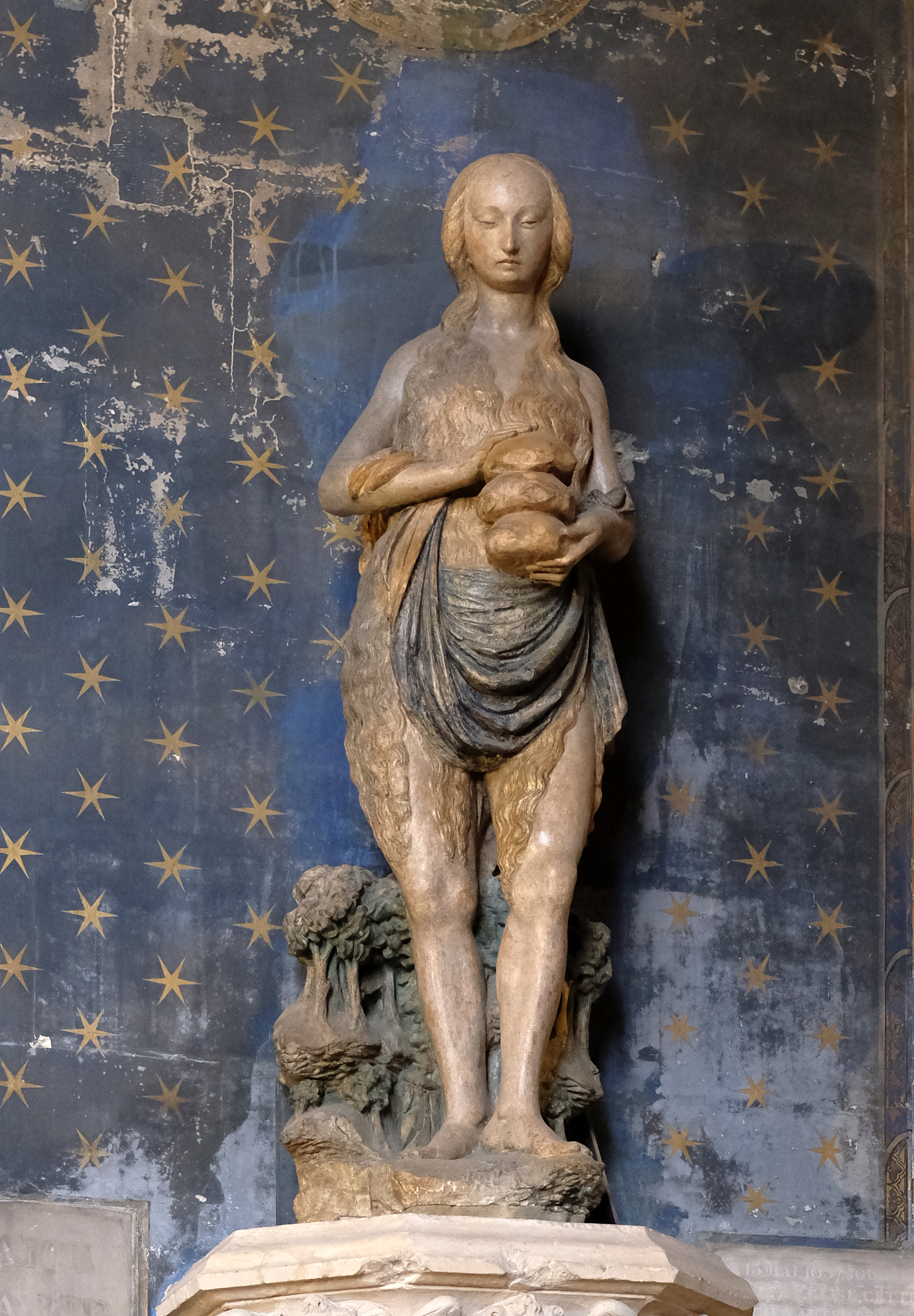
Maria von Ägypten in der Pfarrkirche Saint-Germain-l’Auxerrois.

Maria von Ägypten (lateinisch Maria Aegyptiaca, * um 344 in Alexandria in Ägypten; † um 421 oder 430 bei Jericho) war eine altkirchliche Eremitin und wird in der römisch-katholischen Kirche und den orthodoxen Kirchen als Heilige verehrt. Ihr Leben ist nur legendarisch überliefert. Sie gilt oft als Patronin der Büßenden und wird vielerorts über Beichtstühlen dargestellt.

## Legende

### Inhalt

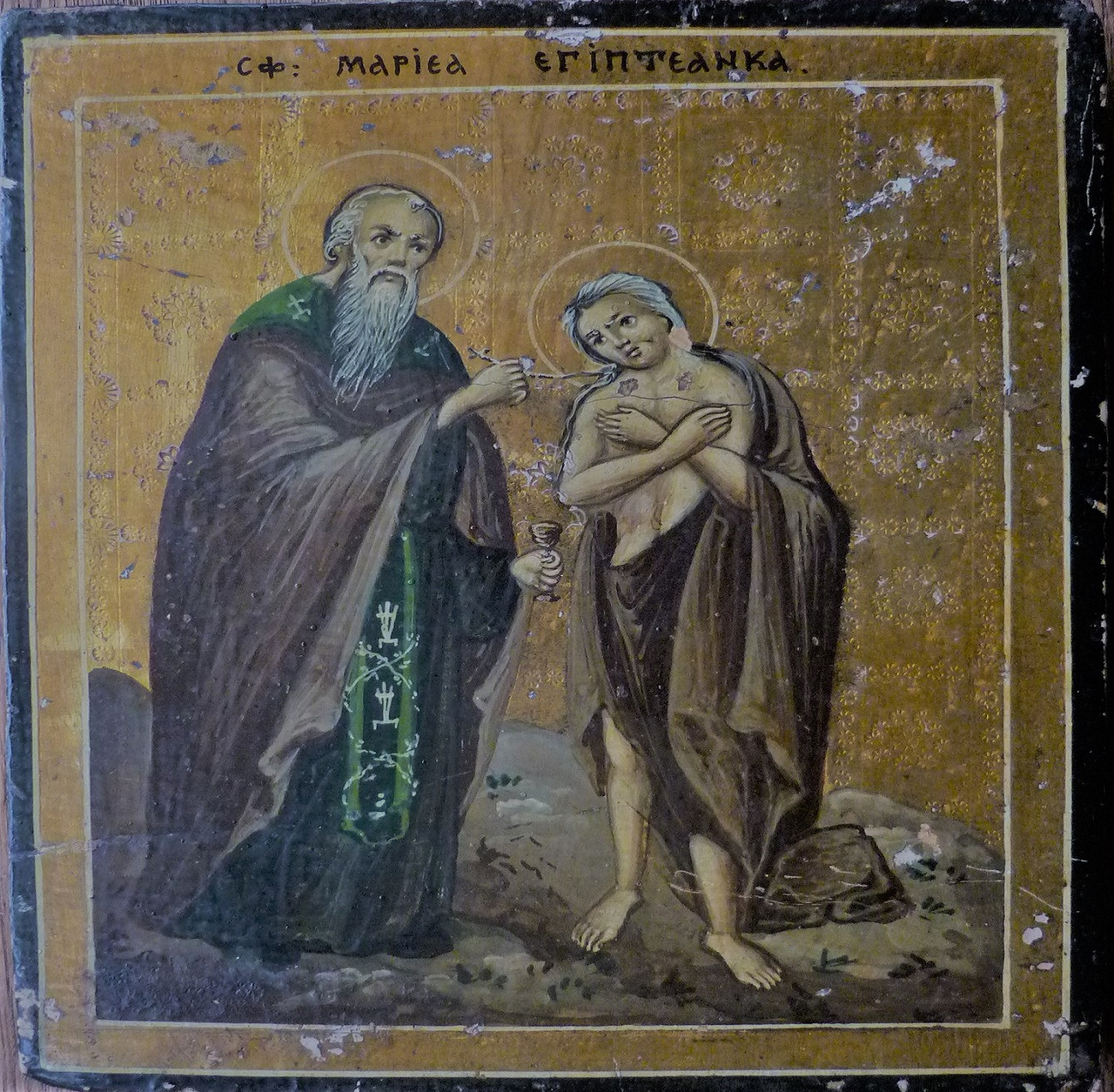
Maria von Ägypten durch den Mönch Zosimas die Kommunion empfangend, Reiseikone Mitte 19. Jahrhundert

Die Legende bettet Marias Geschichte in einen Rahmen ein, der von dem Mönch Zosimas erzählt, der nach Jahrzehnten vorbildlicher Askese meint, die Vollkommenheit erreicht zu haben, und zur Begegnung mit der Büßerin Maria geführt wird. Diese erzählt ihm ihre Geschichte selbst.
Demnach war sie Prostituierte in Alexandrien. Eines Tages beschloss sie, eine Wallfahrt zum Heiligen Kreuz nach Jerusalem zu unternehmen. An der Tür zur Grabeskirche wurde sie von unsichtbarer Hand dreimal am Eintritt gehindert. Erst nach dem Gebet vor einer Marienikone konnte sie die Kirche betreten und bekehrte sich dort zu einem christlichen Lebenswandel.
Sie zog sich als Büßerin in die Wüste jenseits des Jordans zurück. 46 Jahre später, am Tag des Osterfestes, fand der Mönch Zosimas die nackte, vollkommen mit Haaren bedeckte Eremitin Maria. Sie bat ihn, am nächsten Osterfest wieder zu ihr über den Jordan zu kommen und ihr die Kommunion zu bringen. Im nächsten Jahr (Zosimas hatte sich auf den Weg gemacht) war an Ostern der Jordan über die Ufer getreten. Maria kam ihm entgegen, schlug ein Kreuzzeichen, schritt über das Wasser, empfing die heilige Kommunion, machte wiederum das Kreuzzeichen, schritt zurück über das Wasser und verschwand. Als Zosimas nach einem weiteren Jahr zurückkehrte, sah er ihren Leichnam und eine in den Sand geschriebene Bitte, sie zu begraben. Obwohl sie bereits ein Jahr tot war, war ihr Körper nicht verwest. Als Zosimas noch überlegte, erschien ein Löwe und grub mit seinen Tatzen das Grab, in das Zosimas sie dann bettete.

## Nachweise und Reliquien
Erstmals 200 Jahre später, im 6. Jahrhundert, ist Marias Grab als Ziel von Wallfahrten belegt. Die ersten Erzählungen finden sich bei Johannes Moschos um 600, lateinische Übersetzungen Anfang des 7. Jahrhunderts. Die Verwandtschaft der Legende mit den Erzählungen über Maria Magdalena und solchen über die Wüstenväter wie Onophrios den Großen ist deutlich.
Angebliche Reliquien kamen nach Rom, Neapel und Antwerpen. Ihre unverdorbene Zunge sei in der Reliquiensammlung von Vodnjan in Kroatien aufbewahrt, wo sich mehrere unverweste Körper christlicher Heiliger befinden.

## Patrozinien
872 weihte Papst Johannes VIII. den Tempel des Portunus auf dem römischen Forum Boarium zu einer Marienkirche; erstmals 1492 ist sie als Kirche der hl. Maria von Ägypten bezeugt.
Weiterhin sind die Gereonskirche (Krakau), die Kirche Santa Maria Egiziaca a Forcella in Neapel oder die Kirche Maria-von Ägypten (Wilejka), Belarus, ihr gewidmet.

## Gedenktag, Ikonographie und Kunst
Gedenktag der Heiligen ist der 1. April. In den orthodoxen Kirchen wird ihrer am fünften Sonntag der großen Fastenzeit gedacht.
In der Ikonographie wird Maria von Ägypten oft unbekleidet und nur von ihrem Haar bedeckt, mit drei Broten und einem Kelch dargestellt. Sie ist Patronin der Büßerinnen und reumütiger Sünderinnen. Gegen hohes Fieber wird sie im Gebet angerufen. Auf bildlichen Darstellungen des Mittelalters, etwa auf Flügelaltären, werden oft Elemente ihrer Legende mit der von Maria Magdalena nebeneinander gestellt und mitunter auch vermischt.

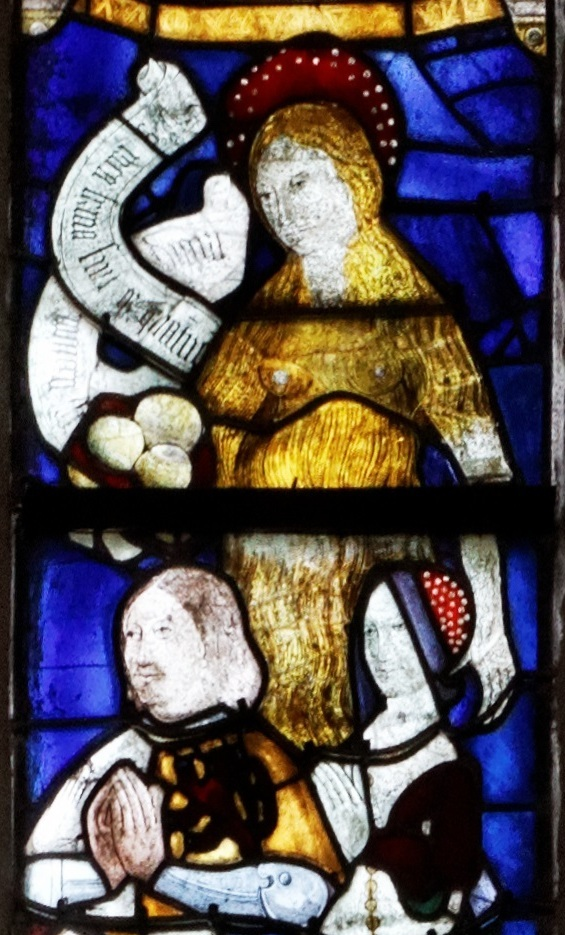
Maria von Ägypten, gemäß der Legende nur von ihrem Haupthaar verhüllt, als Fürbitterin für ein Stifterpaar; Bildfenster in der Kathedrale von Quimper, 15. Jahrhundert

In der Schlussszene von Goethes Faust II erscheint Maria von Ägypten zusammen mit zwei Frauen aus dem Neuen Testament und legt bei der Jungfrau Maria Fürsprache für Gretchen ein: "Gönn’ auch dieser guten Seele, / Die sich einmal nur vergessen, / Die nicht ahnte daß sie fehle, / Dein Verzeihen angemessen!"
Emil Nolde schuf 1912 zwei Darstellungen: Heilige Maria von Ägypten heute Essen, Folkwang-Museum, sowie das Triptychon Maria Ägyptiaca, heute Hamburg, Hamburger Kunsthalle, davor in der Sammlung Heinrich Kirchhoff. 
Rainer Maria Rilkes Gedicht Die ägyptische Maria erschien 1918.
Das Motiv fand Aufnahme in Ottorino Respighis Mysterium Maria egiziaca (deutsch Die ägyptische Maria, 1931–1932; Libretto: Claudio Guastalla. UA 1932 New York und Venedig).